# Jasem
Jasem is een bestuurslaag in het regentschap Mojokerto van de provincie Oost-Java, Indonesië. Jasem telt 5280 inwoners (volkstelling 2010).